# 倉園ひかる
倉園 ひかる（くらぞの ひかる、2000年8月4日 - ）は、日本の女性グラビアアイドル、女優、タレント、ライバー。

## 略歴
2020年から芸能活動を開始したが、折からの新型コロナウィルスによるコロナ禍の影響で大幅に活動が制限され、半年ほど17LIVEを行っていた。
しかし、ファンの応援もあり、DVDの発売とデビューが決まり、2020年10月後半の2日間で撮影が行われた。
2021年2月26日、「松本ひかる」として1stDVD「初光」を発売し、芸能界にデビューした。
同年に開催された「第4回ミス週刊実話WJガールオーディション」と「第12回ミスヤングチャンピオン2021」にエントリー。「第4回ミス週刊実話WJガールオーディション」は健闘したものの、決勝ラウンドには進めなかった。
「第12回ミスヤングチャンピオン2021」（予選：4月28日～5月23日）は、ファイナリスト（決勝：6月22日～8月3日）となったが、残念ながら入賞は逃した。同年10月に旧事務所を退社してフリーランスとなった。
2022年1月より「倉園ひかる」として活動を開始、同年10月にマグニファイエンタテインメントに所属した。
2025年7月、日本プロ麻雀協会24期後期のプロテストを受験し「研修合格」となったことを自身のSNSで発表、「正規合格」目指して頑張ると決意を語った。

## 人物
グラドルの撮影会やイベントにファンとして参加していたところ、旧事務所（株式会社SPJ Entertainment）の社長からInstagramのDMでスカウトされてデビュー。
セールスポイントは「健康的でむっちりとした体」、「昭和のマシュマロボディー」。
2024年6月現在、X（旧Twitter）のフォロワー数6.6万人、Instagramのフォロワー数4.5万人。2022年11月5日にSNSに投稿した写真が注目を集め、一ヶ月でフォロワーが約2万人増えた。また、2022年11月13日に投稿した写真では3万を超えるいいねを集めた。
麻雀やゲームが好きで、麻雀関係のネット番組への出演や、オンラインゲームの対抗戦への参加も多い。2024年8月9日 - 9月9日に行われたオンラインゲーム「ヴァイキングライズ」のストリーマー対抗戦vol.5に参加し、5位を獲得した。
趣味は海外旅行、麻雀。特技はイラスト。

## 出演

### イベント
- 1st DVD「初光」発売イベント（2021年3月27日、ソフマップAKIBA パソコン・デジタル館）
- がるパ！（2023年3月18日、神保町ブルジー）[27]
- Theater Game League Vol.6［ガールズ：7/27 18:00公演］（2024年7月27日、雷５６５６会館ときわホール）[28]

### テレビ
- 「桃色探訪〜伝説の風俗〜　横浜・伊勢佐木町編」（2024年1月1日、チャンネルNECO）[29]
- 「テレビ報道記者〜ニュースをつないだ女たち〜」（2024年3月5日、日本テレビ）※荏原亜里沙役（写真出演）

### インターネットテレビ
- WINTICKET ミッドナイト競輪 前橋 F2 初日（2024年6月19日、ABEMA）[30][31]※ABEMA初出演

### ライブストリーミング放送
- 佐藤なつき生誕祭スペシャル2024『スーパーマリオブラザーズ ワンダー』『ドラゴンクエストV』を遊んじゃうぞ！【お祝いゲスト 倉園ひかる】（2024年2月8日、Youtube）[32]
- 女子インフルエンサー麻雀No.1決定戦 sponsored by nosh（2024年6月23日、Youtube）[33]

### WEB配信
- 【4K60P】松本ひかる　英語で自己紹介　グラビア学園　 Self-introduction in English　Hikaru Matsumoto（2021年12月7日、Youtube）[34]

- 【4K60P】松本ひかる「羊が一匹、、、」グラビア学園　961匹～970匹　Count the number of sheep（2021年12月17日、Youtube）[35]

- 【4K60P】松本ひかる　早口言葉　グラビア学園　 Tongue twister　Hikaru Matsumoto（2021年12月28日、Youtube）[36]

- 【4K60P】松本ひかる　膝立ち反復横とび　グラビア学園　Repeat fly to left and right remain kneeling（2022年1月11日、Youtube）[37]

- 【4K60P】松本ひかる「風船をふくらませる」グラビア学園　Inflating the balloon（2022年1月21日、Youtube）[38]

- 【縦動画】松本ひかる　けん玉に挑戦！　グラビア学園　Kendama　Vertical video（2022年1月28日、Youtube）[39]

- 倉園ひかる（2023年7月21日、Youtube）[40]

- 【倉園ひかる】2023夏の思い出 #プール撮影会 #Shorts（2023年10月18日、Youtube）[41]

- 【週プレ創刊57周年vol.4】これが“NIPPONのグラドル”だ！最旬美女57人メイキング（自己紹介付き・グループ別③）（2023年11月03日、Youtube）[42]

- 麻雀女子インフルエンサーNo.1決定戦 sponsored by nosh（2024年6月23日-、Youtube）[43]

- ひかるの名作ゲームやっちゃうぞ！倉園ひかるがレトロゲームに挑戦！【倉園ひかる・校長】（2024年8月9日-、Youtube）[44]

- こういう感じが好きなんでしょ？（2025年2月3日-、Youtube）[45]

- 【イベント限定密着】コスホリックの成功を支えるインフルエンサーたち【CH40】（2025年3月29日-、Youtube）[46]

### 雑誌
- 週刊アスキーNo.1329（2021年4月6日、角川アスキー総合研究所）
- Cream(クリーム)  2021年6月号（2021年5月7日発売、メディアックス）
- 週刊実話 2021年6/3号（2021年5月20日発売、日本ジャーナル出版）
- Cream(クリーム)  2021年8月号（2021年7月7日発売、メディアックス）
- エキサイティングマックス!Special vol.161 2021年09月号（2021年8月16日発売、楽楽出版）
- 週刊プレイボーイ  No.46 11/13号（2023年10月30日発売、集英社）

### Web記事
- 「横から見えました」清純＆ピュア系・松本ひかる、人生初の競泳水着に挑戦！（2021年03月31日、週刊アスキーWeb）[2]
- 【WEEKDAYはグラドル日記（460）】健康的なむっちりFカップボディーがセールスポイントの松本ひかる!（2021年04月07日、サンスポWeb）[1]
- Gカップグラドル「松本ひかる」がイメージDVDデビュー。「競泳水着は、横乳がはみ出そうでした」（2021年04月24日、media-iz メディア・アイズ）[3]
- ミスヤンチャン決勝進出者お披露目　インターハイ出場美女は2冠宣言、最年少は15歳（2021年06月18日、ENCOUNT編集部）[9]

## 作品

### DVD
- 初光（2021年2月26日、エスデジタル）※松本ひかる名義

### ビデオ
- グラビア学園MOVIE 松本ひかる 1（2021年12月4日、グラビア学園）
- グラビア学園MOVIE 松本ひかる 2（2021年12月4日、グラビア学園）

### 写真集（冊子）
- 温泉写真集♨️「I want to grow up quickly」 (2022年8月4日、※自主出版)
- くらぞのきゃっと「駄菓子とJK」 (2023年3月11日、※自主出版)
- ぼくのサンタ (2024年2月1日、※自主出版)
- ヴィレッジヴァンガードで1日店長やってみた。(2024年8月9日、ヴィレッジヴァンガード)
- 男性向一般同人誌　<<オリジナル>> issue03倉園ひかる デジタル写真集発売記念紙媒体写真集 (2024年12月13日、※自主出版)

### 写真集（デジタル）
- 松本ひかる　ポリス＆チューブトップビキニ　グラビア学園 Kindle版 (2021年6月4日、グラビア学園)
- 松本ひかる　パイすらニット＆ビキニ　グラビア学園 Kindle版（2021年6月4日、グラビア学園）
- 松本ひかる　可愛らしい私服のワンピース　グラビア学園 Kindle版（2021年6月4日、グラビア学園）
- 松本ひかる　自撮り写真集　グラビア学園 Kindle版（2021年6月11日、グラビア学園）
- 松本ひかる HIKARU MODE PolarStar (エスデジタル) Kindle版（2021年7月29日、CielazurLivres）
- 【Cream】ひかるメロディ／松本ひかる（2021年10月1日、自主制作）[47]※コスホリック30で頒布
- 松本ひかる　ひかるちゃんコンプリート!! グラビア学園 Kindle版（2021年10月29日、グラビア学園）
- ラブポップグラビア　松本ひかる Vol.01 (ラビリンス) Kindle版（2023年3月1日、PAD）
- ラブポップグラビア　松本ひかる Vol.02 (ラビリンス) Kindle版（2023年3月1日、PAD）
- 週刊GIRLS-PEDIA 053　倉園ひかる Kindle版（2024年2月1日、KADOKAWA）
- アイドルDVD　倉園ひかる / 競これ -競泳水着これくしょん-　倉園ひかるvol.01（2024年12月13日、デジタル出版）
- アイドルDVD　倉園ひかる / 競これ -競泳水着これくしょん-　倉園ひかるvol.02（2024年12月13日、デジタル出版）